# Human Powered Health
Human Powered Health was een wielerploeg met een Amerikaanse licentie. De ploeg bestond vanaf 2007. De ploeg kwam uit in de continentale circuits van de UCI. Vanaf het seizoen 2018 kwam de ploeg uit op het pro-continentale niveau. In 2019 fuseerde de ploeg met Unitedhealthcare Professional Cycling Team en kwam daarom in 2019 uit als Rally-UHC Cycling. Charles Aaron was tot 2018 de manager van de ploeg, hierna nam Jacob Erker deze functie over. 

## Ploegnamen
| Jaar                                                                       | Naam | UCI-code                    |
| -------------------------------------------------------------------------- | --- | --------------------------- |
| 2007-2008 2009-2010 2011 2012 2013-2015 2016-2018 2019 2020-2021 2022-2023 | Kelly Benefit Strategies-Medifast Kelly Benefit Strategies Kelly Benefit Strategies-OptumHealth Team Optum p/b Kelly Benefit Strategies Optum p/b Kelly Benefit Strategies Rally Cycling Rally-UHC Cycling Rally Cycling Human Powered Health | KBM KBS OPT OPM RLY RLY HPH |

## Ploegleiding
| Voormalig Melissa Breitenfeldt (2007-2008) Charles Aaron (2007-2017) Kenneth Mills (2008-2009) Gustavo Carrillo (2016) Zachary Bell (2018-2019) | 2020 Jonas Carney (2007-2020) Jonathan McCarty (2016-2020) Jacob Erker (2010-2011, 2016, 2018-2020) Andrew Bajadali (2018-2020) Eric Wohlberg (2012-2017, 2019-2020) Stéphane Heulot (2020) |

## Renners
| Voormalig Kevin Bouchard-Hall (2007) Mark Hinnen (2007) David McCook (2007) Dominique Perros (2007) Ryan Roth (2007) Martin Gilbert (2007-2008) Keven Lacombe (2007-2008) Justin Spinelli (2007-2008) Nicholas Waite (2007-2008) Benjamin King (2008) Jonathan Sundt (2007-2009) Matthew Bussche (2009) Jacob Erker (2009) Jake Keongh (2009) Clay Murfet (2009) David Veilleux (2008-2010) Zachary Bell (2009-2010) Neil Shirley (2009-2010) Ian MacGregor (2010) Dan Bowman (2007-2011) Jonathan Numford (2007-2011) Guy East (2010-2011) Daniel Holloway (2011) Julien Kyer (2011) Andrew Bajadali (2008-2012) Colton Bassett (2011-2012) Codu O'Reilly (2012) Chris Parrish (2012) Marsh Cooper (2011-2013) Michael Creed (2011-2013) Michael Scherer (2011-2013) Chad Haga (2012-2013) Ken Hanson (2012-2013) Ian Kane Moir (2012-2013) | 0 Sebastian Salas (2012-2013) Alex Candelario (2008-2014) Michael Freedman (2011-2014) Jeremy Darrin (2013-2014) Cheyne Hoag (2009-2013, 2014) Carter Jones (2014) Scott Zwizanski (2009-2015) Anthony Jesse (2010-2015) Mitchel Hoke (2013-2015) Christopher Clements (2014-2015) Guillaume Boivin (2015) Cameron Dodge (2015) Philip Gaiman (2015) Michael Woods (2015) Tom Zirbel (2012-2016) Stephan Ettinger (2013-2016) Joseph Kukolla (2013-2016) Bjørn Selander (2013-2016) Will Routley (2014-2016) Kerry Werner (2014-2016) Thomas Saladay (2011-2017) Pierrick Naud (2015-2017) Curtis White (2015-2017) Shane Kline (2009, 2016-2017) Sepp Kuss (2016-2017) Eric Young (2013-2018) Charles Bradley Huff (2014-2018) Jesse Anthony (2017-2018) Danny Pate (2017-2018) Rob Britton (2017-2019) Evan Huffman (2017-2019) Brandon McNulty (2017-2019) Svein Tuft (2019) Matteo Dal-Cin (2017-2020) Ryan Anderson (2009-2010, 2013-2015, 2018-2020) Nigel Ellsay (2018-2020) Tyler Magner (2018-2020) John Murphy (2019-2020) | 2020 Adam de Vos (2017-2022) Colin Joyce (2017-2022) Emerson Oronte (2014, 2016-2022) Robin Carpenter (2018-2022) Kyle Murphy (2018-2022) Pier-André Côté (2019-2022) Gavin Mannion (2019-2022) Stephen Bassett (2020-2022) Nathan Brown (2020-2022) Nickolas Zukowsky (2020-2022) |

## Overwinningen
Zie jaarpagina's voor compleet overzicht vanaf 2022
Onderstaand overzicht is niet compleet
| 2013 3e etappe Ronde van Alentejo: Ken Hanson 4e etappe Ronde van Alentejo: Tom Zirbel 3e etappe Ronde van de Gila (ITT): Tom Zirbel | 2e etappe Ronde van Korea: Eric Young 4e etappe Ronde van Korea: Eric Young Proloog Ronde van Elk Grove: Chad Haga Baystate Cyclocross - NECX, Sterling: Jeremy Durrin |

| 2020 4e etappe Ronde van Savoie-Mont Blanc: Gavin Mannion 5e etappe Ronde van Savoie-Mont Blanc: Gavin Mannion |

### Nationale kampioenschappen
| Amerikaans kampioenschap individuele tijdrit 2013: Tom Zirbel Canadees kampioenschap wegwedstrijd 2015: Guillaume Boivin Canadees kampioenschap wegwedstrijd 2017: Matteo Dal-Cin Canadees kampioenschap individuele tijdrit 2019: Rob Britton Canadees kampioenschap wegwedstrijd 2019: Adam de Vos |

Mannen: 2020 ·2021 · 2022 · 2023
Vrouwen: 2020 · 2021 · 2022 · 2023 · 2024 · 2025
Burgos-Burpellet-BH · Caja Rural-Seguros RGA · Equipo Kern Pharma · Euskaltel-Euskadi · Israel-Premier Tech · Lotto · Q36.5 Pro Cycling Team · Solution Tech-Vini Fantini · Team Corratec-Vini Fantini · Team Flanders-Baloise · Team Novo Nordisk · Polti VisitMalta · TotalEnergies · Tudor Pro Cycling Team · Unibet Tietema Rockets · Uno-X Mobility · VF Group-Bardiani CSF-Faizanè · Wagner Bazin WB
Zie ook: UCI ProSeries · Continental Circuits
Anderson · Anthony · Britton · Carpenter · Dal-Cin · de Vos · Ellsay · Huff · Huffman · Joyce · Magner · McNulty · Murphy · Oronte · Pate · Young
Aasvold · Bassett · Brown (tot 26/6) · Carpenter · Coté · de Kleijn · de Vos · Gibson (vanaf 6/6) · Haga · Hecht · Jensen · Joyce · King · Krul · Mannion · Murphy · Rosskopf · Swirbul · Zukowsky · Chrétien (stagiair) · Double (stagiair) · Stites (stagiair)
Aasvold · Aniołkowski · Banaszek · Bassett · Chrétien · Coté · de Vos · Double · Gibson · Greenberg · Haga · Hecht · Jensen · Joyce · Krul · Lemmen · McGill · Peák · Perry · Schönberger · Svestad-Bårdseng · Van Hoecke · Weemaes